# 海上運賃一覧
海上運賃一覧（かいじょううんちんいちらん）とは、旅客・国内貨物輸送・貿易に関する海上運賃の用語集である。

## 貿易
基本的には、重量や大きさと運送距離によって算出される点は国内と変わらないが、コンテナ輸送の場合では、積地・揚地の荷動き量（コンテナの多少）に左右され、主要港間の運賃が地方港に比べて安くなる傾向がある。
ACC
Alameda Corridor Chargeの略。
2002年4月15日より、官民共同方式によって建設・運営されているLos Angeles CA/Long Beach CAとロス市内の鉄道ヤードを結ぶ約20マイルの貨物専用鉄道路線の通行料のこと。毎年10月時点のLos Angelesにおける消費者物価指数の変動幅に応じてen:Alameda Corridor Transportation Authorityが翌年の1月1日付で料金の改正を行っている。
AMS
Advance Manifest Security Chargeの略。
アメリカやEUへの輸出品に対する24時間ルール_(海運)に対応するための諸費用。
BAF
Bunker Adjustment Factorの略。
燃油割増料。燃料価格に応じて海上運賃にプラスされる。
BUC
Bunker Chargeの略。
⇒BAFと同義
B/L Fee
B/LはBill of Ladingの略。
B/Lの発行手数料。航路によって発生する。
⇒船荷証券
CAF
Currency Adjustment Factorの略 
通貨調整料。海上運賃はU.S.ドル建てが多い為、決済通貨の対ドルレート変更に応じて、海上運賃にプラスされる。
CFS Charge
CFSはContainer Freight Stationの略。
コンテナ一本に満たない量の小口貨物（LCL貨物）の集荷場（コンテナフレートステーション）で荷捌きにかかる作業料。
CHC
Container Handling Chargeの略。
コンテナヤードでコンテナを取り扱うための料金。
CSC
Container Security Charge、Carrier Security Chargeの略。
改正SOLAS条約に基づき、発効したISPSコードに対応するためにかかる諸費用。
⇒SOLAS条約
CSS
Container Security Surcharge、Carrier Security Surchargeの略。
CSCと同義
DDC
Destination Delivery Chargeの略。 
配送先港でのコンテナ荷捌き料。アメリカ以外ではDTHCと呼ぶが、アメリカではDDCと言う。
Doc. Fee
Documentation Feeの略。
⇒B/L Feeと同義。D/Fとも言う。
EBS
Emergency Bunker Surchargeの略。
緊急燃料割増料金。
ECHC
Empty Container Handling Chargeの略。
CHCと同義。
FAF
Fuel Adjustment Factorの略。
⇒BAFと同義
FRC
Fuel Recovery Chargeの略。
⇒BAFと同義
ISPSチャージ

CSCと同義
PCS
Panama Canal Surchargeの略。
パナマ運河を航行する船舶に課徴される通航料のこと。
→パナマ運河
PNC
Panama Canal Chargeの略。
PCSと同義
PSC
Peak Season Chargeの略。
SPSCと同義
PSS
Peak Season Surchargeの略。
SPSCと同義
SPSC
Summer Peak Season Chargeの略。
アメリカ向け貨物の海上運賃に発生する夏季割増料金。年によって異なるが基本的には7/1～10/31まで適用になる。
SPSS
Summer Peak Season Surchargeの略。
SPSCと同義
THC
Terminal Handling Chargeの略。 
CHCと同義。
WRS
War Risk Surchargeの略。 
戦争危険等のある地域向け貨物、及びその周辺を航行する本船にかかるSurcharge。
YAS
Yen Appreciation Surchargeの略。 
通貨調整料。東南アジア航路で海上運賃が日本円換算の場合に対ドルレートが変更になるとこれで調整し、海上運賃に加えられる。